# Municipio de Melrose (condado de Clark)
El municipio de Melrose (en inglés: Melrose Township) es un municipio ubicado en el condado de Clark en el estado estadounidense de Illinois. En el año 2010 tenía una población de 352 habitantes y una densidad poblacional de 4,12 personas por km².

## Geografía
El municipio de Melrose se encuentra ubicado en las coordenadas 39°13′12″N 87°43′49″O / 39.22000, -87.73028. Según la Oficina del Censo de los Estados Unidos, el municipio tiene una superficie total de 85.44 km², de la cual 85,25 km² corresponden a tierra firme y (0,23 %) 0,19 km² es agua.

## Demografía
Según el censo de 2010, había 352 personas residiendo en el municipio de Melrose. La densidad de población era de 4,12 hab./km². De los 352 habitantes, el municipio de Melrose estaba compuesto por el 99,15 % blancos, el 0,28 % eran amerindios, el 0,28 % eran asiáticos y el 0,28 % eran de una mezcla de razas. Del total de la población el 0 % eran hispanos o latinos de cualquier raza.